# Боб Сігер

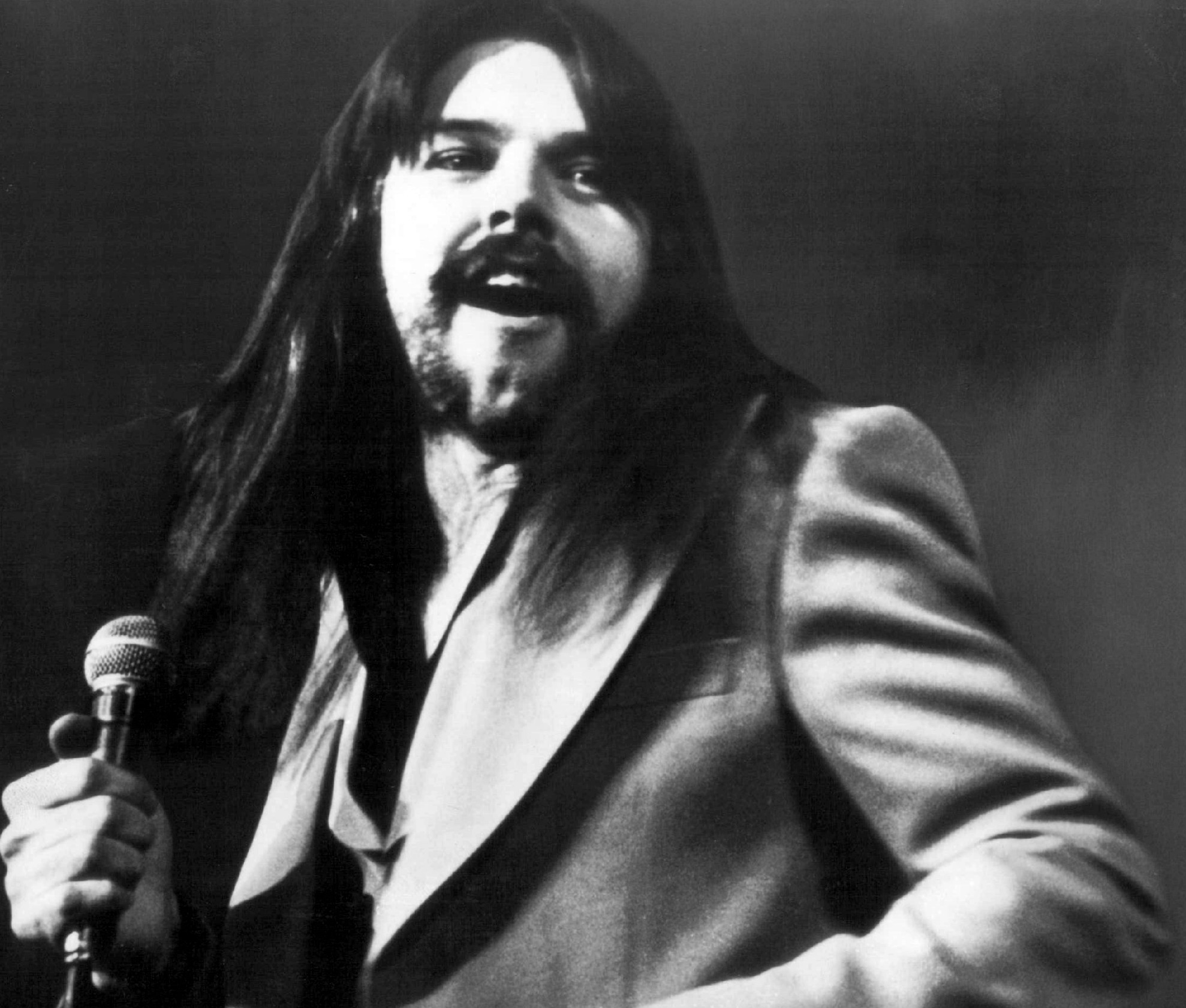

Боб Сігер (Bob Seger; 6 травня 1945, Дерборн, Мічиган, США) — американський рок-музикант, вокаліст, гітарист, піаніст, композитор, автор текстів, продюсер.

## Життєпис
Свою насичену музичну кар'єру Боб Сігер розпочав на початку 1960-х років як учасник гурту The Decibels. Незабаром він приєднався як органіст до Дуга Брауна та формації The Omens, але виявивши талант писати та співати пісні, Боб почав займатись цим у гурті. На музичній сцені ця формація дебютувала під назвою The Beach Beret, записавши твір "The Ballad Of The Yellow Beret", що був підробкою хіта Баррі Седлера "The Ballad Of The Green Beret". Проте через погрози про судовий процес цей запис було вилучено з продажу. 1965 року формація змінила назву на Bob Seger & The Last Heard і записала кілька вдалих синглів серед яких були, наприклад, "East Side Story" (1965) та "Heavy Music" (1967).
1968 року Сігер уклав угоду з фірмою "Capitol Records" і того ж року до американського Тор 20 потрапила його ритм-енд-блюзова композиція "Ramblin' Gamblin' Man", виконана разом з гуртом System. Також вдалим виявився и однойменний альбом, проте вже наступний — "Noah" — користувався значно меншим успіхом. У цій ситуації лідер вирішив подякувати своїм колегам за співпрацю і присвятити себе роботі у студії.
Вже 1970 року Сігер повернувся на музичний ринок з дуже вдалим лонгплеєм "Monyrel", який записав разом з новими музикантами. Наступного року він видав акустичну платівку "Brand New Morning" і на деякий час приєднався до формації STK. Побічно музикант припинив свій зв'язок з фірмою "Capitol" і разом з менеджером Панчем Ендрюсом утворив власну — "Palladium Records". Дебютував на цій фірмі Сігер посереднім альбомом "Smokin' O.P.'s". Наступні два альбоми також не принесли успіху, хоча сингл "Get Out Of Denver" з лонгплея "Seven/Contrast" користувався чималою популярністю.
Справжній комерційний успіх Боб Сігер здобув лише після повернення під крило "Capitol", коли записаний для цієї фірми альбом "Beautiful Loser" потрапив у нижню частину американського чарту. Створивши у середині 1970-х років новий гурт The Silver Bullet Band, до складу якого ввійшли Дрю Ебботт (Drew Abbott) - гітара, Робін Роббінс (Robyn Robbins) — клавішні, Елто Рід (Alto Reed) - саксофон, Кріс Кемпбелл (Chris Campbell) - бас та Чарлі Аллен Мартін (Charlie Allen Martin) - ударні; Сігер закріпив здобуту популярність завдяки вдалим концертним виступам.
Великою популярністю користувався чудовий альбом 1976 року "Live Bullet", а виданий того ж року лонгплей "Night Moves" приніс артисту першу "платинову" платівку. Заглавний твір з цього видання 1977 року потрапив до американського Тор 5, а цей успіх наступного року повторила композиція "Still The Same". Походила вона з тричі "платинового" альбому "Stanger In Town", до якого входили також такі твори, як "Hollywood Nights", "Old Time Rock'n'Roll" та "We've Got Tonight". Поєднуючи дещо сентиментальні настрої з традиційним, що спирався на ритм-енд-блюз, роком, цей альбом підтвердив здібності Сігера виказувати почуття середніх мешканців Америки, з якими постійно зустрічався на своїх концертах.
Черговий лонгплей "Against The Wind" потрапив на вершину американського чарту, а концертне видання "Nine Tonight" дозволило артисту перезарядити дещо вичерпані тяжкою працею творчі акумулятори. Лонгплей "The Distance", який піднявся до п'ятого місця американського чарту, було зроблено у співпраці з Джиммі Йовіном. Однак попри те, що в США Сігер належав до найвидатніших артистів, у Великій Британії він користувався популярністю лише серед обмеженої кількості прихильників його таланту. Серед останніх хіт-синглів Сігера без сумніву виділявся твір Родні Кровелла "Shame On The Moon" (1983), "Old Time Rock'n'Roll", "Understanding" (з фільму "Teachers") та хіт номер один — "Shakedown" із звукової доріжки до фільму "Beverly Hills Cops II". Після п'ятирічної перерви Сігер 1991 року повернувся з лонгплеєм "The Fire Inside". Співпродюсером цього альбому був Дон Воз, а той факт, що видання піднялося до американського Тор 10, доводив, що артист у себе вдома все ще користується чималою популярністю. Чергової студійної роботи знову довелось чекати п'ять років, коли наприкінці 1995 року з'явився альбом "It's A Mystery", промоцію якому робив сингл "Lock & Load".
У 2004 році Боба Сігера було внесено до Зали слави рок-н-ролу

## Дискографія
- 1969: Ramblin' Gamblin' Man
- 1969: Noah
- 1970: Mongrel
- 1971: Brand New Morning
- 1972: Smokin' O.P.'s
- 1973: Back In'72
- 1974: Seven Contrasts
- 1975: Beautiful Loser
- 1976: Live Bullet
- 1976: Night Moves
- 1978: Stranger In Town
- 1980: Against The Wind
- 1981: Nine Tonight
- 1982: The Distance
- 1984: Greatest Hits
- 1986: Like A Rock
- 1991: The Fire Inside
- 1995: It's A Mystery
- 2003: Greatest Hits 2
- 2006: Face the Promise